# Kengo Hanazawa
Kengo Hanazawa (花沢 健吾?, Hanazawa Kengo; Hachinohe, 5 gennaio 1974) è un fumettista giapponese, principalmente conosciuto per le sue opere seinen. Nel 2005 ha vinto il Topic Award nel corso del Sense of Gender Awards per il suo manga Ressentiment ed è stato nominato per la terza, la quarta e la quinta edizione del Manga Taishō per I Am a Hero. La sua serie Boys on the Run è stata adattata in un film dal vivo nel 2010. In precedenza Hanazawa aveva lavorato come assistente di Osamu Uoto.

## Opere
- Ressentiment (2004-2005, Big Comic Spirits, Shogakukan)
- Boys on the Run (2005-2008, Big Comic Spirits, Shogakukan)
- I Am a Hero (2009-2017, Big Comic Spirits, Shogakukan)
- Takaga Tasogare (2018-in corso, Big Comic Superior, Shogakukan)
- Under Ninja (2018-in corso, Weekly Young Magazine, Kodansha)